# 雷鳴の湾
『雷鳴の湾』（らいめいのわん、Thunder Bay）とは、1953年公開のアメリカ合衆国のアドベンチャードラマ映画。製作はアーロン・ローゼンバーグ、監督はアンソニー・マン、出演はジェームズ・ステュアート、ジョアン・ドルー、ギルバート・ローランド、ダン・デュリエ。テクニカラー作品。南部ルイジアナ州の港町を舞台に、海底油田発掘を目指す技師たちとエビ漁で生活する漁民たちとの対立が描かれる。

## キャスト
※括弧内は日本語吹替（初回放送1970年5月25日 TBS『月曜ロードショー』）
- スティーヴ・マーティン：ジェームズ・ステュアート - 山師　(声:家弓家正)
- ステラ・リゴウ：ジョアン・ドルー - ドミニクの娘　(声:武藤礼子)
- テッシュ・ボシア：ギルバート・ローランド（英語版） - 漁師　(声:納谷悟朗)
- ジョニー・キャムビ：ダン・デュリエ - マーティンの相棒　(声:加茂嘉久)
- マクドナルド：ジェイ・C・フリッペン（英語版） - 石油投資会社社長
- フランチェスカ・リゴウ：マーシャ・ヘンダーソン - ステラの妹
- フィリップ：ロバート・モネット - 漁師。フランチェスカの許嫁
- ドミニク・リゴウ：アントニオ・モレノ（英語版） - 漁師　(声:永井一郎)
- マクドナルドの部下：ハリー・モーガン
- 保安官：フォーチュニオ・ボナノヴァ（英語版）
- ルイ・チチソラ：マリオ・シレッティ

その他：恵比寿まさ子

## 制作
1952年9月下旬から11月中旬にかけて制作された。アスペクト比は1.37：1、35mmフルサイズ、公開は1.85：1、アナモルフィック・ワイドスクリーン。ステレオ録音はユニバーサル初。3Dでの撮影も計画されたが、途中で破棄した。
ロケ地はルイジアナ州モーガン・シティ。メキシコ湾の掘削船の場面はニューオーリンズで撮影された。ルイジアナのロケでダン・デュリエがタグボート（映画に登場）の屋根から滑り落ち、肋骨骨折・打撲したが1、2日休んだだけで撮影に復帰した。

## 公開
1953年9月19日木曜日にニューヨークのロウズ・ステート・シアターでプレミア。ワイドスクリーン、ステレオ方式だった。全米公開は翌日から。

## 評価
概ね好評だったが、スピーカーを3つ使用するステレオサウンドがうるさくて気が散るという意見もあった。
初日42,000ドル。ロウズ・ステート・シアターで上映されたユニバーサル作品で最高の数字。